# Агиртрія рудобока
Аги́ртрія рудобока (Ramosomyia wagneri) — вид серпокрильцеподібних птахів родини колібрієвих (Trochilidae). Ендемік Мексики. Раніше вважався підвидом зеленолобої агиртрії, однак був визнаний окремим видом. Вид названий на честь німецького зоолога Хельмута Отто Вагнера (1897-1977).

## Опис
Довжина птаха становить 10-11,5 см, вага 5,5-6,3 г. У самців тім'я темно-синьо-зелене, блискуче, потилиця і спина смарагдово-зелені або бронзово-зелена, надхвістя сірувато-коричневе або бронзове. На крилах рудувато-коричневі плями. Хвіст мідно-фіолетовий, стернові пера мають бронзово-зелені краї. Нижея частина тіла біла, боки рудувато-коричневі. Дзьоб середнього розміру, прямий, червоний з чорним кінчиком. Самиці мають подібне забарвлення, однак тім'я у них темно-зелене, а хвіст бронзово-зелений або золотисто-зелений. 

## Поширення і екологія
Рудобокі агиртрії мешкають на півдні штату Оахака. Вони живуть в сухих широколистяних лісах, колючих чагарникових заростях, галерейних лісах, сосно-дубових рідколіссях, парках і садах. Зустрічаються на висоті від 250 до 800 м над рівнем моря. Живляться нектаром квітучих чагарників і дерев, а також дрібними комахами, яких ловлять в польоті.